# Túlélő mód
A túlélő mód egy videójátékokban gyakran fellelhető játékmód, melyben a játékosnak előrehaladás érdekében az adott játék által kínált lehetőségekre hagyatkozva kell megszerezni a fejlődéshez szükséges alapanyagokat. A játékos előrelépés közben játéktól függően a különféle akadályok és kihívások széles skálájával szembesülhet. A játékmód egyik változatában a játékos valahány hullám leküzdése után (melyekben jellemzően zombik, vagy egyéb ellenfelekkel kell harcolnia) elnyeri a győzelmet és egyben a játék végét. Ugyanígy megtalálható ennek a változatnak azon formája is, amelyben a hullámok a végtelenségig erősödnek, s az egyetlen és elsődleges cél, hogy a játékos minél tovább maradjon életben. A túlélő módban a játékosnak élet szintje van, amelyből többféle módon veszíthet, míg végül a karakter meghal. Ekkor jellemzően újrakezdéssel, újraéledéssel, vagy a korábbi mentésre történő visszatöltéssel folytatható a játékmenet. Számos nyílt világú sandbox játék implementálta a túlélő mód lehetőségét, ilyen például a világszerte ismert Minecraft is.